# Angel Perkins
Angel LaShay Perkins (Gardena, 5 oktober 1984) is een Amerikaanse sprintster die is gespecialiseerd in de 400 m. Haar grootste successen behaalde ze bij het estafettelopen.
Angel Perkins behaalde in 2001 in het Hongaarse Debrecen bij de Wereldjeugdkampioenschappen haar eerste internationale succes. Op de 200 m was ze al haar concurrenten te snel af en schreef de wedstrijd op haar naam in een tijd van 23,07. De Britse Amy Spencer werd tweede en de Tsjechische Zuzana Kosová derde. Ook won ze als juniore zilver in 2003 op de Pan-Amerikaanse juniorenkampioenschappen. Met een tijd van 52,76 s eindigde ze achter haar landgenote Stephanie Smith (goud; 52,52) en voor de Jamaicaanse Sonita Sutherland (brons; 53,96).
Op de Pan-Amerikaanse Spelen 2007 won ze een bronzen medaille op de 4 x 400 m estafette met haar teamgenoten Debbie Dunn, Latonia Wilson en Nicole Leach in 3.27,84.
Haar grootste succes behaalde ze in 2008 op het WK indoor in het Spaanse Valencia. Met haar teamgenoten Miriam Barnes, Shareese Woods en Moushaumi Robinson veroverde ze als startloopster een bronzen medaille. Met een tijd van 3.29,30 finishte ze met haar team achter de estafetteploegen uit Rusland (goud; 3.28,17) en Wit-Rusland (zilver; 3.28,90).

## Titels
- Wereldjeugdkampioene 200 m - 2001

## Persoonlijke records
Outdoor
| Onderdeel    | Prestatie | Datum        | Plaats       |
| ------------ | --------- | ------------ | ------------ |
| 100 m        | 11,45 s   | 19 mei 2001  | Norwalk      |
| 200 m        | 23,07 s   | 15 juli 2001 | Debrecen     |
| 400 m        | 51,73 s   | 22 juni 2007 | Indianapolis |
| 400 m horden | 56,08 s   | 28 juni 2008 | Eugene       |

Indoor
| Onderdeel | Prestatie | Datum           | Plaats    |
| --------- | --------- | --------------- | --------- |
| 55 m      | 6,94 s    | 31 januari 2004 | Flagstaff |
| 60 m      | 7,34 s    | 20 januari 2007 | Flagstaff |
| 200 m     | 23,59 s   | 11 maart 2001   | New York  |
| 400 m     | 53,25 s   | 11 maart 2001   | New York  |

## Palmares

### 400 m
- 2003:  Pan-Amerikaanse juniorenkampioenschappen - 52,76 s

### 4 x 400 m estafette
- 2007:  Pan-Amerikaanse Spelen - 3.27,84
- 2008:  WK indoor - 3.29,30